# マルグリット・マリー・アラコク
マルグリット・マリー・アラコク（フランス語: Marguerite Marie Alacoque）、または聖マルガリタ・マリア・アラコク（ラテン語: Sancta Margarita Maria Alacoque、1647年7月22日 - 1690年10月17日）は、フランスのカトリック教会、聖母訪問会の修道女、幻視者、聖人。

## 生涯
マルグリットは敬虔なカトリック教会の信者の家に生まれ、幼い時から信仰深く育ち貞潔の誓いを立てた。1671年6月2日、初めてパレ・ル・モニアルの聖母訪問会の修道院を訪れ、内的声を聞き召命を感じ修道女になる決心をした。しかし、家族の反対にもあったが彼女はそれを頑なに貫き通し、同年6月20日に入会。1672年11月6日、立誓願を果たし晴れて修道女となった。
1673年12月27日、聖ヨハネ福音記者の祝日にあたるこの日、修道院内の聖堂で祈っている最中にイエス･キリストが彼女の前に現れ自分の心臓を見せた。それが「イエスの聖心」の啓示の始まりであった。マルグリットはイエスから「聖なる御心の愛しき弟子」と呼ばれる。啓示は2回現れ、1674年にマルグリットはイエスから「私の心はこの世の罪で傷つけられている」と述べられ、その次に「聖霊降臨後の次の聖体の祝日の翌金曜日に聖心を崇敬せよ」と求められた。マルグリットはそのことを長上であるグリフィエ修道院長や聴罪司祭に報告した。しかし、彼女はその理解を得られず、同僚から執拗な迫害を受けたが、新任の聴罪師でイエズス会の司祭クロード・ド・ラ・コロンビエールは彼女の話を理解し、それが神からによるものと確信した。コロンビエールはマルグリットにとって生涯最高の霊的指導者となった。当時、フランスではオランダから発生したジャンセニスムが浸透し、厳格な信仰が求められていた。やがて、彼女は修練長になり、コロンビエールの指示に従い、後輩の修道女らに聖心の信心を普及させた。最初、誰からの興味を示さなかった聖心の信心は、修道院のみならずフランス全土、世界各地に広まるようになった。
しかし、コロンビエールは長上の命令によりイングランドに旅立ち、そこで逮捕、投獄されたが国外追放された後、パレ・ル・モニアルに戻り、1678年に死去。1690年、彼女は病を患い同僚に見守られながら10月17日、帰天（死去）した。

## 列聖
長年かけ、列聖調査が開始された。フランス革命により中断されたが精密な調査の末、1864年にローマ教皇ピウス9世によって列福され、1920年5月13日にローマ教皇ベネディクトゥス15世によって列聖された。祝日は10月16日である。